# Championnat d'Italie masculin de rink hockey
Le Championnat d'Italie de rink hockey masculin est un championnat professionnel annuel qui oppose les meilleures équipes de rink hockey d'Italie.

## Championnat de série A1

### Histoire
Le championnat d'Italie de rink hockey est né en 1922. Seulement quatre équipe ont participé à la première édition : Milan, Sienne, Novare et Pula. Au cours des années, le nombre de participants a augmenté lentement jusqu'à atteindre la configuration actuelle, à savoir 14 équipes en A1, 14 en A2 et des dizaines de groupes régionaux en série B. Durant certaines années de popularité, il est même apparu une série C.

Le premier championnat féminin a eu lieu en 1987. Il compte actuellement six équipes, dont deux sont originaires de la ville de Cagliari.

Dans le championnat masculin, le club le plus titré est le Hockey Novara avec un total de 32 titres. Les autres principaux clubs sont US Triestina, Seregno Hockey, HC Monza, HC Amatori Vercelli, GS Acciaierie Ferriere Pugliesi Giovinazzo, Amatori Lodi et plus récemment Follonica, Prato et Bassano Hockey 54. Ce sport est particulièrement populaire dans la province de Vicence qui compte pas moins de 5 formations en série A1.

### Formule
Le 'championnat de série A1', qui comprend 14 équipes, est divisé en deux phases. Dans la première phase de la saison régulière, les participants s'affrontent lors de rencontres en matchs aller et retour pour déterminer un classement final sur la base duquel aura lieu la deuxième phase. En cas d'égalité de points entre deux ou plusieurs équipes à la fin de la première phase, le classement sera déterminé en tenant compte successivement des points marqués dans les confrontations directes, la différence de buts dans les confrontations directes, la différence de buts au total, et enfin le plus grand nombre de buts marqués au total.

Dans la deuxième phase, les huit équipes les mieux classées se retrouve dans une coupe à élimination directe, dans lequel viennent s'ajouter le premier et le deuxième de la série A2. Pour continuer sa progression dans le play off, une équipe doit remporter deux victoires sur son adversaire. Cependant, la finale se joue en trois victoires.

Les équipes qui occupent les deux dernières places du classement après la saison régulière sont directement rétrogradées en série A2, alors que les équipes classées à la onzième et à la douzième places joueront un match de barrage respectivement contre les quatrième et troisième de série A2, afin de déterminer quelles équipes joueront l'année prochaine en série A1. L'équipe qui remporte deux victoires sur son adversaire jouera en série A1 pour la saison suivante.

L'équipe championne d'Italie et les deux meilleures équipes au classement de la saison régulière remportent le droit de représenter l'Italie dans la Ligue Européenne. Le classement de la saison régulière détermine également les trois équipes qui participeront à la coupe CERS.

### Palmarès
| Année   | Champion                 |
| ------- | ------------------------ |
| 1922    | Hockey Club Pola         |
| 1923    | HC Sempione Milano       |
| 1924    | HC Sempione Milano       |
| 1925    | US Triestina             |
| 1926    | US Triestina             |
| 1927    | US Triestina             |
| 1928    | US Triestina             |
| 1929    | US Triestina             |
| 1930    | Novare HC                |
| 1931    | Novare HC                |
| 1932    | Novare HC                |
| 1933    | Novare HC                |
| 1934    | Novare HC                |
| 1935    | Milan SHC                |
| 1936    | Novare HA                |
| 1937    | DPI Trieste              |
| 1938    | DPI Trieste              |
| 1939    | DPI Trieste              |
| 1940    | DPI Trieste              |
| 1941    | DPI Trieste              |
| 1942    | DPI Trieste              |
| 1943    | Non joué                 |
| 1944    | Non joué                 |
| 1945    | US Triestina             |
| 1946    | Hockey Novare            |
| 1947    | Hockey Novare            |
| 1948    | Edera Trieste            |
| 1949    | Hockey Novare            |
| 1950    | Hockey Novare            |
| 1951    | HC Monza                 |
| 1952    | US Triestina             |
| 1953    | HC Monza                 |
| 1954    | US Triestina             |
| 1955    | US Triestina             |
| 1956    | HC Monza                 |
| 1957    | Amatori Modène           |
| 1958    | Hockey Novare            |
| 1959    | Hockey Novare            |
| 1960    | Amatori Modène           |
| 1961    | HC Monza                 |
| 1962    | US Triestina             |
| 1963    | US Triestina             |
| 1964    | US Triestina             |
| 1965    | HC Monza                 |
| 1966    | HC Monza                 |
| 1967    | US Triestina             |
| 1968    | HC Monza                 |
| 1969    | Hockey Novare            |
| 1970    | Hockey Novare            |
| 1971    | Hockey Novare            |
| 1972    | Hockey Novare            |
| 1973    | Hockey Novare            |
| 1974    | Hockey Novare            |
| 1975    | Hockey Novare            |
| 1976    | Hockey Breganze          |
| 1977    | Hockey Novare            |
| 1978    | GSH Trissino             |
| 1979    | Hockey Breganze          |
| 1979-80 | AFP Giovinazzo           |
| 1980-81 | Amatori Lodi             |
| 1981-82 | Reggiana Hockey          |
| 1982-83 | Amatori Verceil          |
| 1983-84 | Amatori Verceil          |
| 1984-85 | Hockey Novare            |
| 1985-86 | Amatori Verceil          |
| 1986-87 | Hockey Novare            |
| 1987-88 | Hockey Novare            |
| 1988-89 | Roller Monza             |
| 1989-90 | Roller Monza             |
| 1990-91 | Seregno Hockey           |
| 1991-92 | Roller Monza             |
| 1992-93 | Hockey Novare            |
| 1993-94 | Hockey Novare            |
| 1994-95 | Hockey Novare            |
| 1995-96 | Roller Monza             |
| 1996-97 | Hockey Novare            |
| 1997-98 | Hockey Novare            |
| 1998-99 | Hockey Novare            |
| 1999-00 | Hockey Novare            |
| 2000-01 | Hockey Novare            |
| 2001-02 | Hockey Novare            |
| 2002-03 | Primavera Prato          |
| 2003-04 | Bassano Hockey 54        |
| 2004-05 | Follonica Hockey         |
| 2005-06 | Follonica Hockey         |
| 2006-07 | Follonica Hockey         |
| 2007-08 | Follonica Hockey         |
| 2008-09 | Bassano Hockey 54        |
| 2009-10 | Hockey Marzotto Valdagno |
| 2010-11 | CGC Viareggio            |
| 2011-12 | Hockey Marzotto Valdagno |
| 2012-13 | Hockey Marzotto Valdagno |
| 2013-14 | HC Forte dei Marmi       |
| 2014-15 | HC Forte dei Marmi       |
| 2015-16 | HC Forte dei Marmi       |
| 2016-17 | Amatori Lodi             |
| 2017-18 | Amatori Lodi             |
| 2018-19 | HC Forte dei Marmi       |
| 2019-20 | Compétition annulée      |
| 2020-21 | Amatori Lodi             |
| 2021-22 | GSH Trissino             |
| 2022-23 | GSH Trissino             |
| 2023-24 | HC Forte dei Marmi       |
| 2024-25 | GSH Trissino             |

### Meilleurs buteurs
- 2016 - 17 Marinho 54 (Follonica)
- 2015 - 16 Lucas Martínez 56 (HRC Monza)
- 2014 - 15 Massimo Tataranni 71 (Valdagno)
- 2013 - 14 Massimo Tataranni 69 (Valdagno)
- 2012 - 13 Pedro Gil 60 (Valdagno)
- 2011 - 12 Emanuel Garcia 56 (CGC Viareggio)
- 2010 - 11 Dario Gimenez 67 (G.S. A.F.P. Giovinazzo)
- 2009 - 10 Tataranni 63 (Hockey Marzotto Valdagno)
- 2008 - 09 Bertolucci M. 46 (ASD Follonica Hockey)
- 2007 - 08 Tataranni 56 (Gruppo Sportivo Hockey Trissino)
- 2006 - 07 Bertolucci M. 60 (ASD Follonica Hockey)
- 2005 - 06 Bertolucci M. 52 (ASD Follonica Hockey)
- 2004 - 05 Michielon A. 61 (ASD Follonica Hockey)
- 2003 - 04 Bertolucci M. 71 (Primavera Prato)
- 2002 - 03 Bertolucci M. 83 (Primavera Prato)
- 2001 - 02 Michielon A. 71 (Hockey Novara)
- 2000 - 01 Michielon A. 70 (Hockey Novara)
- 1999 - 00 Michielon A. 58 (Hockey Novara)
- 1998 - 99 Michielon A. 74 (Hockey Novara)
- 1997 - 98 Michielon A. 81 (Hockey Novara)
- 1996 - 97 Michielon A. 92 (Hockey Novara)
- 1995 - 96 Michielon A. 86 (Roller Monza)
- 1994 - 95 Michielon A. 91 (Roller Monza)
- 1993 - 94 Amato 101 (Hockey Novara)
- 1992 - 93 Amato 95 (Hockey Novara)
- 1991 - 92 Bertolucci A. 78 (Mobilsigla Seregno Hockey)
- 1990 - 91 Cairo P. 93 (Mobilsigla Seregno Hockey)
- 1989 - 90 Mariotti E. 94 (Mobilsigla Seregno Hockey)
- 1988 - 89 Marzella 91 (Hockey Club Monza)
- 1987 - 88 Amato 85 (Hockey Novara)
- 1986 - 87 Marzella 71 (HC Amatori Vercelli)
- 1985 - 86 Nunes 64 (Bassano Hockey 54)
- 1984 - 85 Marzella 61 (Hockey Novara)
- 1983 - 84 Marzella 61 (Hockey Club Monza)
- 1982 - 83 Marzella 60 (Reggio Emilia)
- 1981 - 82 Marzella 90 (Reggio Emilia)
- 1980 - 81 Marzella 81 (Reggio Emilia)
- 1979 - 80 Marzella 62 (G.S. A.F.P. Giovinazzo)
- 1979 Frasca 60 (G.S. A.F.P. Giovinazzo)
- 1978 Faccin 60 (Gruppo Sportivo Hockey Trissino)
- 1977 Frasca 44 (G.S. A.F.P. Giovinazzo) & Battistella 44 (Hockey Novara)
- 1976 Frasca 47 (G.S. A.F.P. Giovinazzo)
- 1975 Battistella 67 (Hockey Novara)
- 1974 Battistella 58 (Hockey Novara)
- 1973 Battistella 60 (Hockey Novara)
- 1972 Battistella 66 (Hockey Novara)
- 1971 Olthoff 91 (Hockey Novara)
- 1970 Olthoff 70 (Hockey Novara)
- 1969 Zaffinetti 39 (Hockey Novara)
- 1968 Battistella 43 (Hockey Breganze)
- 1967 Battistella 43 (Hockey Breganze)
- 1966 Zaffinetti 45 (Hockey Novara)
- 1965 Zaffinetti 34 (Hockey Novara)
- 1964 Martellani 40 (U.S. Triestina Hockey)
- 1963 Zaffinetti 37 (Hockey Novara)
- 1962 Gelmini Aldo 54 (Hockey Lodi)
- 1961 Masala 47 (Lazio)
- 1960 Zaffinetti 74 (Amatori Novara)
- 1959 Panagini 58 (Hockey Novara)
- 1958 Panagini 63 (Hockey Novara)
- 1957 Panagini 56 (Hockey Novara)
- 1956 Brezigar 42 (U.S. Triestina Hockey)
- 1955 Brezigar 39 (U.S. Triestina Hockey)
- 1954 Panagini 49 (Hockey Novara)
- 1953 Panagini 45 (Hockey Novara)
- 1952 Gelmini Aldo - (Hockey Club Monza)
- 1951 Panagini - (Hockey Novara)
- 1950 Poser - (A.S. Edera Trieste)

## Championnat de série A2
Le championnat de série A2, auquel participent 14 équipes, est divisé en deux phases. Lors de la première phase de la saison régulière, les participants s'affrontent au cours de matchs aller et retour afin de constituer un classement final sur la base duquel se déroulera la deuxième phase. En cas d'égalité de points entre deux ou plusieurs équipes à la fin de la première phase, le classement sera déterminé en prenant en compte successivement les points marqués lors des confrontations directes, la différence de buts lors des confrontations directes, la différence de buts marqués au total, et enfin le nombre de buts marqués au total.

Lors de la seconde phase, les deux meilleures équipes de série A2 accèdent immédiatement à la série A1 et participent à une coupe à élimination directe avec les huit meilleures équipes de série A1. Les équipes de série A2 y accèdent en passant par un tour préliminaire. Pour passer au tour suivant, une équipe doit remporter deux victoires sur son adversaire. La finale se joue en trois victoires.

Les équipes classées troisième et quatrième joueront leur accession contre les équipes classées onzième et douzième de la série A1 (il faut remporter deux victoires sur son adversaire pour atteindre la série A1).

Les équipes qui occupent les deux dernières places de série A1 sont directement rétrogradées en série B.

## Championnat de série B
36 équipes participent au championnat de série B. Le championnat est divisé en deux phases.

Au cours de la première phase, les participants sont répartis dans cinq groupes comprenant un nombre variable d'équipes, et qui se rencontrent au cours de matchs aller et retour.

En fonction du classement, la première équipe de chaque groupe (les deux premières équipes pour le groupe D) gagne une place pour la finale à six. Les six équipes qualifiées sont réparties dans deux groupes de trois, qui se rencontrent dans un mini championnat. La première équipe de chaque groupe gagne alors le droit d'accéder à la série A1.